# Paweł Leończyk
Paweł Leończyk, né le 5 octobre 1986, à Stargard Szczeciński, en Pologne, est un joueur polonais de basket-ball. Il évolue au poste de meneur.